# Дудинка (река, Сахалин)
Дудинка — река на острове Сахалин. Длина реки — 14 км. Площадь водосборного бассейна — 56 км².
Начинается на склонах Южно-Камышового хребта между горами Париж и Кубань. Течёт на восток через пихтово-берёзовый лес. Впадает в Охотское море у железнодорожной станции Дудино. Протекает по территории Долинского городского округа Сахалинской области.
Ширина реки чуть выше устья Змейки — 20 метров, глубина — 0,6 метра.
Основные притоки — Чурочка (лв), Змейка (пр), Малиновка (пр), Чертушка (пр).

## Данные водного реестра
По данным государственного водного реестра России относится к Амурскому бассейновому округу.
Код объекта в государственном водном реестре — 20050000212118300005444.